# Liste deutsch-luxemburgischer Städte- und Gemeindepartnerschaften
Dies ist eine unvollständige Liste von Städte- und Gemeindepartnerschaften zwischen Deutschland und Luxemburg.
| Deutsche Gemeinde        | Bundesland             | Luxemburgische Gemeinde | Kanton              | seit            |
| ------------------------ | ---------------------- | ----------------------- | ------------------- | --------------- |
| Ahlen                    | Nordrhein-Westfalen    | Differdingen            | Esch an der Alzette | 1982            |
| Bad Homburg vor der Höhe | Hessen                 | Bad Mondorf             | Remich              | 1956            |
| Bad Kötzting             | Bayern                 | Niederanven             | Luxemburg           | 1991(Douzelage) |
| Bispingen                | Niedersachsen          | Mersch                  | Mersch              | 2014            |
| Bitburg                  | Rheinland-Pfalz        | Diekirch                | Diekirch            | 1962            |
| Burscheid                | Nordrhein-Westfalen    | Burscheid               | Diekirch            | 2004            |
| Hepstedt                 | Niedersachsen          | Ulflingen               | Clerf               | 1989            |
| Hörselberg-Hainich       | Thüringen              | Mersch                  | Mersch              | 2014            |
| Köln                     | Nordrhein-Westfalen    | Esch an der Alzette     | Esch an der Alzette | 1958            |
| Lauenburg/Elbe           | Schleswig-Holstein     | Düdelingen              | Esch an der Alzette | 1958            |
| Lorup                    | Niedersachsen          | Lintgen                 | Mersch              | 2013            |
| Malchin                  | Mecklenburg-Vorpommern | Hesperingen             | Luxemburg           | 2009            |
| Meckenbeuren             | Baden-Württemberg      | Kehlen                  | Capellen            | 1993            |
| Offenbach am Main        | Hessen                 | Esch an der Alzette     | Esch an der Alzette | [ 14 ]          |
| Penzberg                 | Bayern                 | Differdingen            | Esch an der Alzette | 2020            |
| Schiffweiler             | Saarland               | Petingen                | Esch an der Alzette | 2015            |
| Schmitshausen            | Rheinland-Pfalz        | Walferdingen            | Luxemburg           | 1971            |
| Siegelsbach              | Baden-Württemberg      | Schüttringen            | Luxemburg           | 1990            |
| Simmern/Hunsrück         | Rheinland-Pfalz        | Roeser                  | Esch an der Alzette | 2019            |
| Stadtilm                 | Thüringen              | Mersch                  | Mersch              | 2014            |
| Üdersdorf                | Rheinland-Pfalz        | Junglinster             | Grevenmacher        | 1962            |
| Vrees                    | Niedersachsen          | Lintgen                 | Mersch              | 2013            |
| Weilburg                 | Hessen                 | Colmar-Berg             | Mersch              | 2004            |
| Zechin                   | Brandenburg            | Helperknapp             | Mersch              | 2005            |